# José Silvério
José Silvério de Andrade, ou simplesmente José Silvério (Itumirim, 11 de novembro de 1945), é um locutor esportivo brasileiro.
Trabalhou recentemente na Rádio Capital de São Paulo. É considerado um dos maiores locutores esportivos da história do rádio brasileiro.
Já narrou mais de vinte modalidades esportivas, mas destacou-se no futebol, sobretudo de São Paulo. Cobriu todas as Copas do Mundo de 1978 a 2018, totalizando onze torneios.

## Carreira
Conheceu o rádio aos oito anos, durante a Copa de 1954. Começou a carreira narrando até treinos do Fabril, pela Rádio Cultura de Lavras (cujo diretor o descobriu quando Silvério narrava uma partida de botão), e sua primeira partida foi em julho de 1963, entre Olímpica de Lavras e Bragantino. De lá, foi para as rádios Itatiaia e Inconfidência, de Belo Horizonte, Continental, do Rio de Janeiro e a Rádio Tupi, de São Paulo, como correspondente no Rio.
Chegou em 1975 à Rádio Jovem Pan de São Paulo, onde ficou por 25 anos — apesar de uma passagem de três meses pela Rádio Bandeirantes, em 1985. Era o segundo locutor, atrás de Osmar Santos, mas, com a saída deste, assumiu a titularidade em 1977. Teve ainda uma experiência na TV Manchete, onde narrou as Olimpíadas de 1996, sem deixar o rádio.
Trabalhou entre 2000 e 2020 para a Rádio Bandeirantes, onde teve como colegas de locução Ulisses Costa e Rogério Assis. Em 2021, após mais de 1 ano afastado do rádio, retorna às transmissões de futebol através da Rádio Capital, na qual estreou em junho e saiu em setembro, após a saída da equipe de Olivério Júnior da emissora.

### Curiosidades
Em sua carreira, passou por situações dramáticas, como na final da Copa de 1978, na Argentina, sofrendo muito devido a uma úlcera. Ele acordou na véspera com sangramentos e foi levado ao centro médico pelo repórter Wanderley Nogueira, seu colega na Jovem Pan. Mas o narrador não aceitou a recomendação para se internar e transmitiu o jogo entre Argentina e Holanda, usando panos para estancar o sangue e segurando uma santinha. O locutor conseguiu retornar ao Brasil ainda na noite de domingo e viajou ao lado de Pelé, que percebeu que Silvério não estava bem. Na chegada ao hospital, Silvério soube que realmente estava quase morrendo.
Já a final do Campeonato Brasileiro de 1979 foi narrada por Silvério na pista de atletismo do Estádio Beira-Rio, com os cães da polícia à sua frente. Outra situação curiosa foi durante um treino da Seleção Brasileira para a Copa do Mundo de 1986: sem autorização para narrar do estádio, os locutores das rádios tiveram de improvisar, e Silvério subiu em uma árvore, de onde avisava o repórter de campo Wanderley Nogueira sempre que não conseguia ver algum lance, para que ele o ajudasse com a narração.

### Games
Em 1999, fez a narração do jogo Futebol Internacional 2000 da Microsoft.

### Homenagens
Em 2015, foi eleito um dos maiores narradores esportivos da história do rádio brasileiro no livro Os Mestres do Espetáculo.

### Jargões
Autor de jargões inúmeras vezes repetidos por outros locutores, sendo o mais notório "E que golaço!", que surgiu de improviso e foi incorporado ao seu repertório.
Tem uma espécie de "tique", que é sua marca registrada: estender a pronúncia das últimas sílabas das palavras (por exemplo, o repórter Leandro Quesada era chamado de "Quesadan").

### Prêmios
Integra o Hall dos Notáveis do Troféu ACEESP (Associação dos Cronistas Esportivos do Estado de São Paulo), por chegar à conquista do Troféu em 10 ocasiões.
| Ano  | Prêmio                                                                     | Categoria         | Resultado | Ref.   |
| ---- | -------------------------------------------------------------------------- | ----------------- | --------- | ------ |
| 1994 | Troféu ACEESP (Associação dos Cronistas Esportivos do Estado de São Paulo) | Narrador de Rádio | Venceu    | [ 16 ] |
| 1995 | Troféu ACEESP (Associação dos Cronistas Esportivos do Estado de São Paulo) | Narrador de Rádio | Venceu    | [ 17 ] |
| 1999 | Troféu ACEESP (Associação dos Cronistas Esportivos do Estado de São Paulo) | Narrador de Rádio | Venceu    | [ 18 ] |
| 2001 | Troféu ACEESP (Associação dos Cronistas Esportivos do Estado de São Paulo) | Narrador de Rádio | Venceu    | [ 19 ] |
| 2002 | Troféu ACEESP (Associação dos Cronistas Esportivos do Estado de São Paulo) | Narrador de Rádio | Venceu    | [ 20 ] |
| 2003 | Troféu ACEESP (Associação dos Cronistas Esportivos do Estado de São Paulo) | Narrador de Rádio | Venceu    | [ 21 ] |
| 2004 | Troféu ACEESP (Associação dos Cronistas Esportivos do Estado de São Paulo) | Narrador de Rádio | Venceu    | [ 22 ] |
| 2005 | Troféu ACEESP (Associação dos Cronistas Esportivos do Estado de São Paulo) | Narrador de Rádio | Venceu    | [ 23 ] |
| 2006 | Troféu ACEESP (Associação dos Cronistas Esportivos do Estado de São Paulo) | Narrador de Rádio | Venceu    | [ 24 ] |
| 2007 | Troféu ACEESP (Associação dos Cronistas Esportivos do Estado de São Paulo) | Narrador de Rádio | Venceu    | [ 25 ] |
| 2008 | Troféu ACEESP (Associação dos Cronistas Esportivos do Estado de São Paulo) | Narrador de Rádio | Venceu    | [ 26 ] |
| 2009 | Troféu ACEESP (Associação dos Cronistas Esportivos do Estado de São Paulo) | Narrador de Rádio | Venceu    | [ 27 ] |
| 2010 | Troféu ACEESP (Associação dos Cronistas Esportivos do Estado de São Paulo) | Narrador de Rádio | Venceu    | [ 28 ] |
| 2013 | Prêmio Comunique-se                                                        | Locutor Esportivo | Venceu    |        |

## Vida pessoal
Silvério teve Sebastiana, a "Tianinha", como companheira de vida durante 46 anos, entre namoro e casamento. Ela morreu em 2010, vítima de ELA (esclerose lateral amiotrófica), doença degenerativa que não tem cura. Depois do longo sofrimento com a doença de "Tianinha", Silvério conheceu Rose, com quem é casado desde 2012.